# Dursley
Dursley este un oraș în comitatul Gloucestershire, regiunea South West, Anglia. Orașul se află în districtul Stroud.